# Junji Yamamichi
Junji Yamamichi (山道 淳司 Yamamichi Junji?, nacido el 29 de enero de 1994 en Fukuoka) es un futbolista japonés que se desempeña como defensa.

## Trayectoria

### Clubes
| Club            | País  | Año         |
| --------------- | ----- | ----------- |
| Gainare Tottori | Japón | 2016 - 2017 |

## Estadística de carrera

### J. League
| Club            | Año   | J. League | J. League | Copa J. League | Copa J. League | Total | Total |
| Club            | Año   | Part.     | Goles     | Part.          | Goles          | Part. | Goles |
| --------------- | ----- | --------- | --------- | -------------- | -------------- | ----- | ----- |
| Gainare Tottori | 2016  | 21        | 1         | -              | -              | 21    | 1     |
| Gainare Tottori | 2017  | 19        | 0         | -              | -              | 19    | 0     |
| Total           | Total | 40        | 1         | 0              | 0              | 40    | 1     |